# Micro-région de Kiskőrös
La micro-région de Kiskőrös (en hongrois : kiskőrösi kistérség) est une micro-région statistique hongroise rassemblant plusieurs localités autour de Kiskőrös.